# Loi générale des droits linguistiques des peuples indigènes
La Loi générale de droits linguistiques des peuples indigènes (en espagnol Ley General de Derechos Lingüísticos de los Pueblos Indígenas abrégé en LGDLPI) a été publiée dans le Journal officiel de la Fédération (DOF) le 13 mars 2003 pendant la présidence de Vicente Fox Quesada. Cette loi est la base de la reconnaissance juridique des droits individuels et collectifs des membres des soixante-sept groupements linguistiques du Mexique et se fonde sur la Déclaration universelle des droits linguistiques.
Cette loi a comme antécédent la réforme de 2001 de l'Article 2° de la Constitution Politique des États-Unis Mexicains (CPEUM) où la Nation reconnaît sa composition pluriculturelle, dont les peuples indigènes forment la composante originelle.

La LGDLPI, dans son Article 4° reconnaît les langues indigènes comme des langues nationales ayant la même légitimité que l'espagnol :
Les langues indigènes et l'espagnol sont des langues nationales par leurs origines historiques ; la loi garantit les droits humains à la non-discrimination et à l'accès à la justice conformément à la Constitution politique des États-Unis mexicains et aux traités internationaux auxquels l'État mexicain a pris part.
De plus, cette loi promulgue la création de l'Institut national de langues indigènes : son article 14 spécifie les caractéristiques et attributions de l'institut, ainsi que son principal objet: "promouvoir le renforcement, la préservation et le développement des langues indigènes  parlées dans le territoire national".
La LGDLPI affirme le respect dû aux droits linguistiques.